# Сальватор (Краків)
Сальватор (пол. Salwator) — назва одного з мікрорайонів Кракова. Входить до складу адміністративної дільниці VII Звєжинець.
Район розташований на східній стороні пагорба Сикорнік на захід від Старого міста в кінці довгого хребта, який спускається до Вісли в місці, де в неї впадає річка Рудава. Біля підніжжя Сикорніка знаходиться кінцева зупинка краківського трамвая під назвою «Сальваторська петля». До складу Сальватора входять вулиці Броніслави, Анчиця і Гонтина.

## Історія
Район утворився на початку XX століття на території колишнього села Звєжинець, яке в 1910 році увійшло до складу міста Кракова. У 1912 році, за рішенням міської ради, мікрорайон отримав назву за найменуванням церкви Найсвятішого Спасителя, яка польською мовою має латинську назву «Святійшого Сальватора».
Починаючи з 1909 року, район став забудовуватися невеликими будинками в стилі вілла. До 1912 року було побудовано близько тридцяти подібних вілл, які спроектували краківські архітектори Роман Бандурський та Альфред Крамарський. У період між двома світовими війнами вілли будувалися за проектами архітекторів Фердинанда Ліблінга, Генрика Ясеньського і Людвіка Войтичко. Остання вілла була побудована в 1955 році.
Щорічно в Поливаний понеділок на території Сальватора біля церкви святих Августина та Іоанна Хрестителя проходить польське народне свято Емаус.

## Транспорт
- Кінцева зупинка «Сальваторська петля» трамвайних маршрутів № 1, 2,6;
- Кінцева зупинка автобусних маршрутів № 100, 109, 209, 229, 239, 249, 259, 269, 409 (та автобусів, які проходять через даний мікрорайон).

## Пам'ятки
Пам'ятки культури Малопольського воєводства
- Костел Святійшого Сальватора і розташований біля неї Сальваторський цвинтар;
- Каплиця святих Маргарити та Юдіти;
- Костел святих Августина та Іоанна Хрестителя.

## Галерея

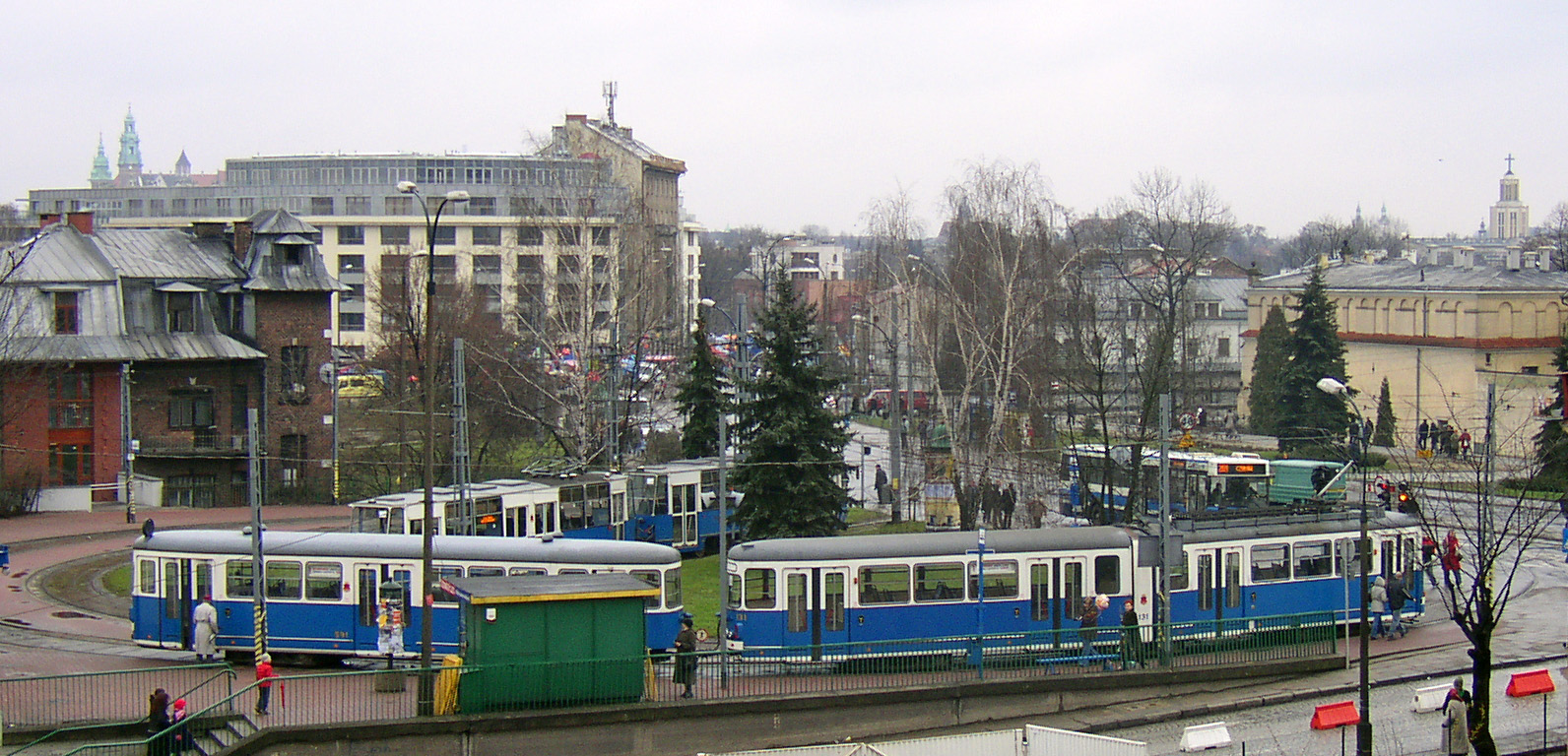
Кінцева зупинка «Сальваторська петля» краківського трамвайного маршруту
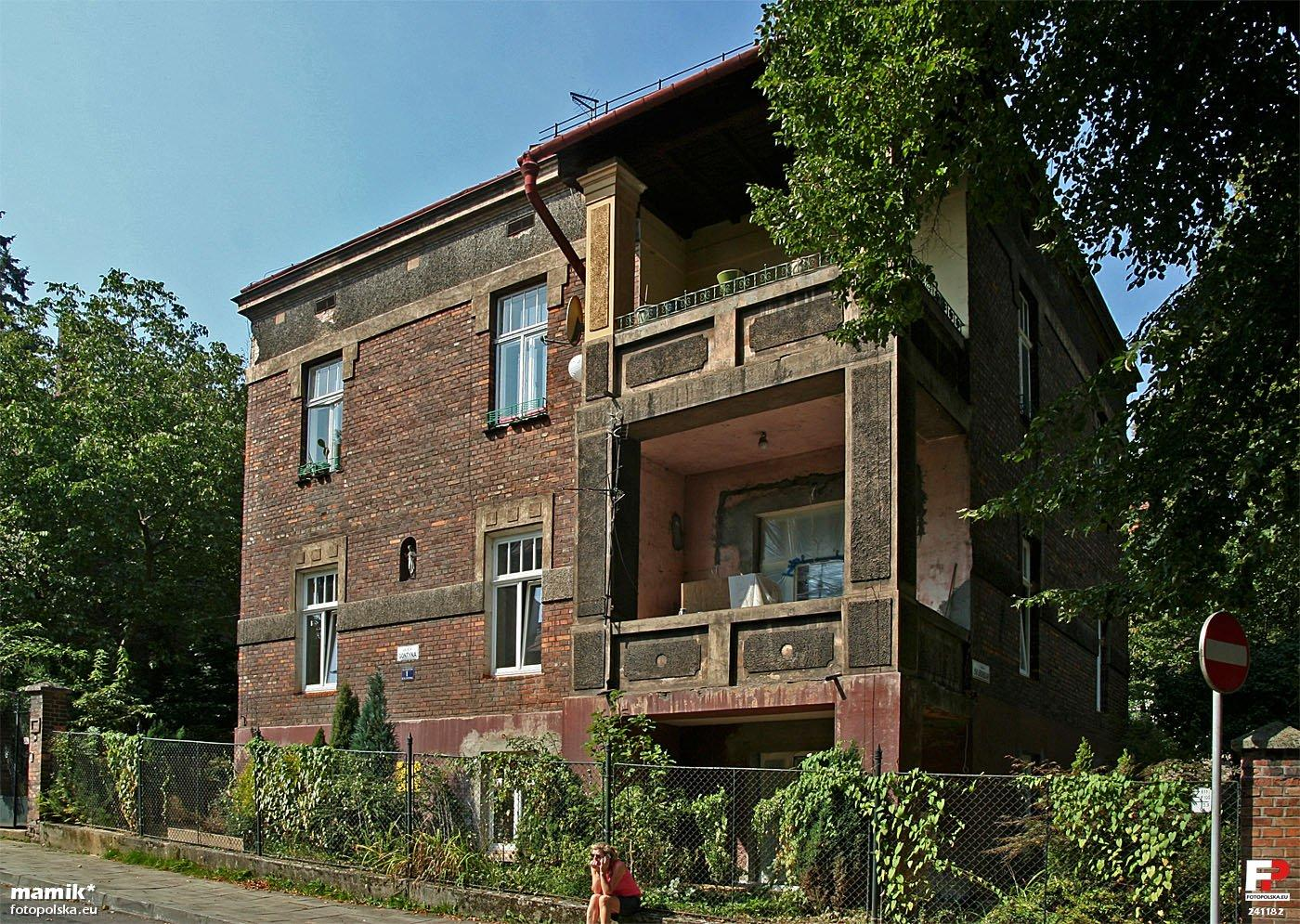
Вулиця Гонтина
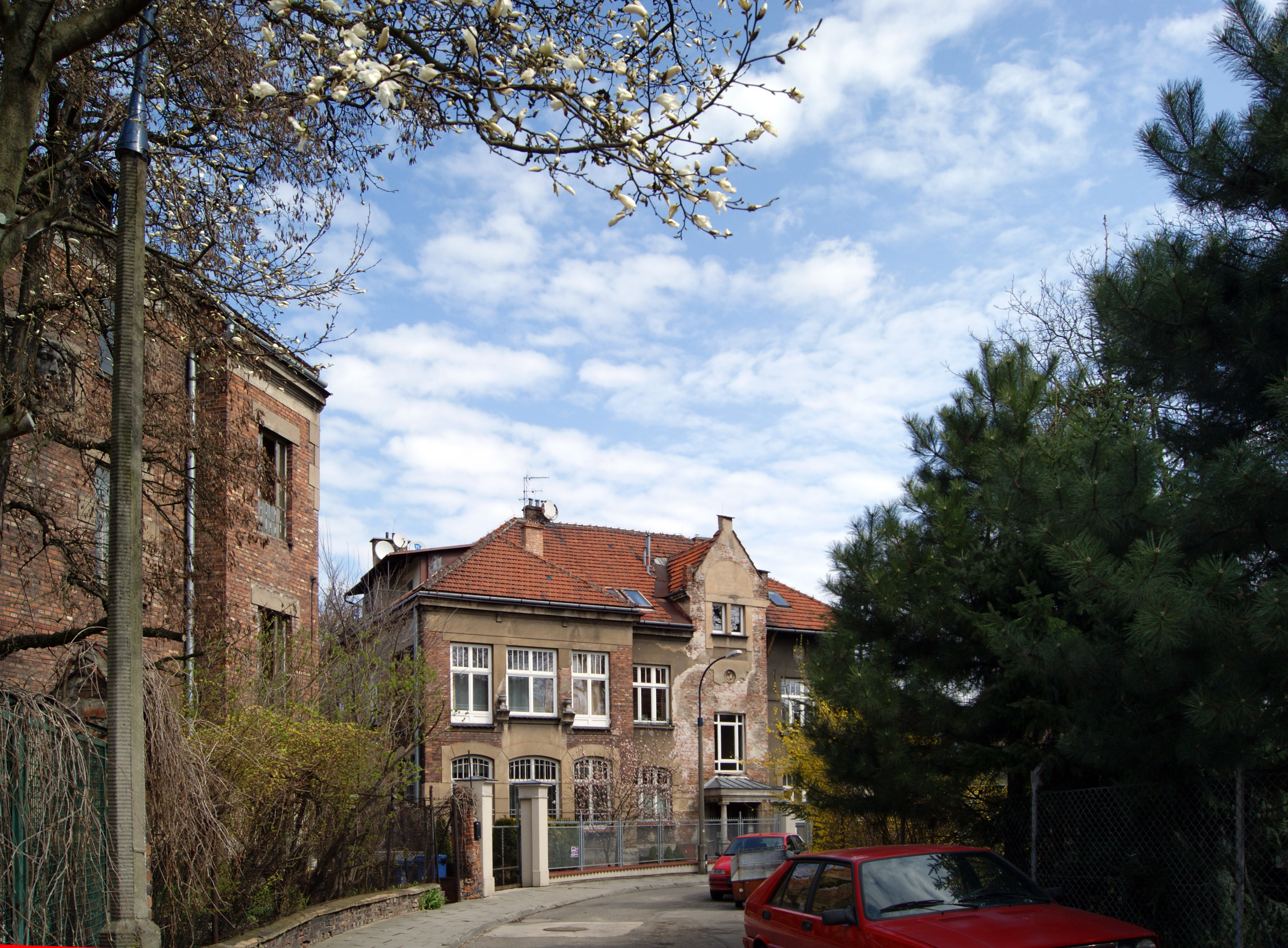
Вулиця Анчиця